# 사후경련
사후경련, 순간 경직, 강직증 강성, 또는 순간 강성으로도 알려진 시체경련은 죽음의 순간에 발생하는 사후경직의 기간에 지속되어 사후경직으로 오인될 수 있는 근육 경련의 드문 형태이다. 원인은 알 수 없지만, 일반적으로 강렬한 정서와 극도의 물리적 환경에서 일어나는 폭력적인 죽음과 연관되어 있다.

## 참고 문헌
- Jayawardena, Hemamal, Forensic Medicine and Medical Law, 2 Eds (2004), Siddhartha Press, Colombo Sri Lanka.